# Châteauvieux (Alby-sur-Chéran)
Pour les articles homonymes, voir Château de Châteauvieux.
Châteauvieux ou château d'Alby est un ancien château fort, du XIIIe siècle, qui se dressait sur la commune d'Alby-sur-Chéran dans le département de la Haute-Savoie, en région Auvergne-Rhône-Alpes.
Il était l'un des sept châteaux, avec Le Donjon, Montconon, Montdésir, Montpon, Montvuagnard et Pierrecharve, qui assuraient la défense d'Alby. Ces châteaux constituaient un système défensif permettant de contrôler le passage du torrent.

## Situation
Les vestiges de Châteauvieux sont situés dans le département français de la Haute-Savoie sur la commune d'Alby-sur-Chéran, sur la rive droite du Chéran, qu'il domine, en face de celui du Donjon.

## Historique
Dès le haut Moyen Âge, le site fut fortifié. Les Burgondes, sur les deux collines entre lesquelles coule le Chéran, y établirent des fortifications. Elles sont à l’origine des deux plus anciens châteaux d'Alby-sur-Chéran ; Donjon et Châteauvieux. Ils commandaient alors le passage à gué sur la rivière sur la route reliant Annecy à Chambéry.
Ce fief qui relevait des comtes de Genève voit le comte Amédée II de Genève en faire hommage à Amédée V de Savoie en 1287, lors du traité de paix d'Annemasse.
En 1297, avec d'autres possessions, il fait partie de la garantie mise en place par Amédée II de Genève, sur une dot de 4 000 livres promise à son fils Guillaume III lors de son union avec la fille d'Amédée V de Savoie, Agnès de Savoie.
En 1308, un nouveau traité de paix est organisé entre les maisons de Genève et de Savoie, le nouveau comte de Genève, Guillaume III se doit de reconnaître tenir en fief du comte Amédée V « les châteaux et juridictions de Charousse, Alby, Hauteville et La Corbière ».
Il est donné en fief le 3 février 1340, par ce dernier, à son frère nommé également Amédée, branche collatérale qui gardera Châteauvieux jusqu'en 1505. À la mort du dernier de cette branche, il passe au neveu de celui-ci en la personne de Jean de Boringe. Son fils le vend en 1551 à Henry Pelard, maître auditeur à la chambre des comptes d'Annecy, son beau-frère.
À son tour le fils de ce dernier, aide de camp des ducs de Savoie, en hérite. La famille Pelard le conservera jusqu'en 1751. À cette date, il est vendu à Claude Mareschal de Luciane et par mariage échoit à la famille Buttet. Il est acheté en 1770 par Paul Joseph Biord, frère de l'évêque Jean-Pierre Biord, et le lègue en 1792 à ses neveux.
Déclaré bien national, il est vendu à Humbert Roux qui le cède à la famille Blanchet.

## Description
Il ne subsiste de Châteauvieux que des débris de la muraille.

## Châtellenie d’Alby
Le château d’Alby est le siège d'une châtellenie, dit aussi mandement (mandamentum). Il s’agit plus particulièrement d’une châtellenie comtale, relevant directement du comte de Genève. Dans le comté de Genève, le châtelain comtal est nommé par le comte et possède de nombreux pouvoirs,. Avec l’intégration au comté de Savoie, à partir de 1401, celui-ci devient un « [officier], nommé pour une durée définie, révocable et amovible »,. Il est chargé de la gestion de la châtellenie ou mandement, il perçoit les revenus fiscaux du domaine, et il s'occupe de l'entretien du château. Le châtelain est parfois aidé par un receveur des comptes, qui rédige « au net [...] le rapport annuellement rendu par le châtelain ou son lieutenant ».